# Samantha McGlone
Samantha McGlone (St. Catharines, 19 juli 1979), bijgenaamd Sam, is een professioneel Canadees triatlete uit Montreal. Ze werd wereldkampioene op de Ironman 70.3 en behaalde goede resultaten bij wedstrijden over de hele Ironman.
McGlone doet sinds 1997 aan triatlon. Ze deed in 2004 mee aan de triatlon op de Olympische Zomerspelen van Athene. Hierbij behaalde ze een 27e plaats met een tijd van 2:10.14,24.
Na de Spelen begon ze zich, met succes, toe te leggen op de langere triatlonafstanden. In 2006 werd ze wereldkampioene op de Ironman 70.3, toen dit kampioenschap voor de eerste maal werd gehouden. In 2007 behaalde ze tweede op de Ironman Hawaï in 9:14.04. Alleen de Britse Chrissie Wellington was sneller en won de wedstrijd bij de vrouwen in 9:08.45. In 2009 won ze de Ironman Arizona in 9:09.19.

## Titels
- Wereldkampioene Ironman 70.3 - 2006
- Triathlete Magazine "US Triathlete of the Year" - 2007

## Palmares

### triatlon
- 1998: 37e WK junioren in Lausanne - 2:34.23
- 2000:  Canadees kampioenschap in Corner Brook
- 2001: 4e Canadees kampioenschap in Drummondville
- 2001: 38e WK olympische afstand in Edmonton - 2:08.13
- 2002: 14e WK olympische afstand in Cancún
- 2003: 7e Canadees kampioenschap in Victoria
- 2003: 5e ITU wereldbekerwedstrijd in Cancún
- 2003: 6e ITU wereldbekerwedstrijd in Makuhari
- 2003: 8e ITU wereldbekerwedstrijd in Rio de Janeiro
- 2003: 8e ITU wereldbekerwedstrijd in Gamagori
- 2003: 5e Wildflower Long Course - 4:53.39
- 2003: 31e WK olympische afstand in Queenstown - 2:13.43
- 2004: 4e ITU wereldbekerwedstrijd in Mazatlán
- 2004: 4e ITU wereldbekerwedstrijd in Cancún
- 2004: 7e ITU wereldbekerwedstrijd in Rio de Janeiro
- 2004: 8e ITU wereldbekerwedstrijd in Ishigaki
- 2004: 52e WK olympische afstand in Funchal - 2:02.56
- 2004: 27e Olympische Spelen van Athene - 2:10.14
- 2005:  Ironman 70.3 California - 4:28.15
- 2005: 11e overall Muskoka - 2:53.26
- 2005: 9e WK olympische afstand in Gamagori - 2:01.18
- 2006: 17e overall Muskoka - 2:56.41
- 2006: DNF Ironman 70.3 California
- 2006:  Ironman 70.3 Florida - 4:19.57
- 2006:  Ironman 70.3 Wildflower
- 2006:  WK Ironman 70.3 in Clearwater - 4:12.58
- 2006: 39e WK olympische afstand in Lausanne - 2:11.43
- 2007:  Ironman 70.3 St. Croix - 4:12.58
- 2007: 5e St. Anthony's Triathlon - 2:00.26
- 2007:  Ironman 70.3 Hawaï - 4:31.42
- 2007:  Muskoka - 3:00.41
- 2007: 16e Half Vinceman Triathlon - 4:16.37
- 2007:  Ironman Hawaï - 9:14.04
- 2007:  WK Ironman 70.3 in Clearwater - 4:11.29
- 2008: 44e overall Ironman 70.3 California - 4:29.23
- 2008:  Ironman 70.3 Kansas - 4:19.04
- 2008:  Wildflower Long Course - 4:31.38
- 2008: 15e overall Ironman 70.3 Hawaï - 4:30.38
- 2008:  Half Vineman Triathlon - 4:24.09
- 2009: 31e overall Ironman 70.3 Boise - 4:25.10
- 2009:  Ironman 70.3 Hawaï - 4:38.02
- 2009:  Ironman USA Lake Placid - 9:44.24
- 2009: 6e Ironman Hawaï - 9:30.28
- 2009:  Ironman Arizona - 9:09.19

2006 Samantha McGlone ·
2007 Samantha McGlone ·
2008 Joanna Zeiger ·
2009 Julie Dibens ·
2010 Jodie Swallow ·
2011 Melissa Rollison ·
2012 Leanda Cave ·
2013 Melissa Hausschildt ·
2014 Daniela Ryf ·
2015 Daniela Ryf ·
2016 Holly Lawrence ·
2017 Daniela Ryf ·
2018 Daniela Ryf ·
2019 Daniela Ryf ·
2021 Lucy Charles-Barclay ·
2022 Taylor Knibb ·
2023 Taylor Knibb